# Алеман колоньеро
Алема́н колонье́ро (Alemán Coloniero) — это нижнеалеманнский диалект немецкого языка, который употребляется в венесуэльской Колонии Товар. В качестве самоназвания диалекта используются понятия: Dialecto, Ditsch, Alemán, Alemannisch или Patua. Обозначение в ISO происходит от английского Colonia Tovar German. Этот диалект, как и другие алеманнские диалекты, очень сложно воспринимаются немцами, говорящими на стандартном немецком.
Alemán Coloniero — это язык потомков немецких переселенцев, которые эмигрировали в Венесуэлу в 1843 году по большей части из местности Кайзерштуль. Первые переселенцы по поручению венесуэльского правительства были вербованы на работу географом итальянского происхождения Августином Кодацци, который набрал людей в городе Эндингене и Виле. 18 декабря 1842 года 80 семей (389 человек) покинули Баден и три недели шли пешком до Гавра. Оттуда кораблём они достигли Венесуэлы только к 1843 году.
Диалект развивался преимущественно из южнобаденского с незначительными вкраплениями других диалектов южной Германии, австрийских и швейцарских диалектов. Большая часть носителей Alemán Coloniero владеет также официальным испанским языком, что позволяет проникать в диалект испанским словам. В Колонии Товар этим диалектом владеет от 3 до 16 тысяч человек, однако степень знания различна, так как потомки эмигрантов всё чаще переходят на испанский, что объясняется, например, преподаванием испанского в школах для всех без исключения детей, а также работы других институтов только на официальном языке Венесуэлы.
В старых семьях Alemán Coloniero ещё передаётся через поколения и тщательно сохраняется. Многие потомки переселенцев из Бадена, понимая свою культурную, национальную и языковую принадлежность, ещё пытаются сохранять свою культуру. Однако темпы интеграции немцев с венесуэльцами слишком быстры и не позволяют добиться этого.